# Hans Pahlm Jensen
Hans Jørgen Pahlm Jensen (født 27 februar 1896 i Horsens – 1979) var en dansk atlet og cigarmager. Han var medlem af Horsens forenede Sportsklubber og en tid i 1915-1916 i Københavns IF.
Pahlm Jensen opnåede at blive dansk mester 10 gange. To af mesterskaberne i tikamp blev vundet på hjemmebanen, Østergade Sportsplads, og her satte han også to danske rekorder i længdespring. Første gang den 5. juli 1925 med et spring på 6,82, en rekord han forbedrede til 6,90 meter den 24. juli 1927, men denne rekord måtte han se gå sig af hænde allerede samme år, da Carl-Johan Marhauer från Sparta forbedrer til 6,98. Pahlm Jensen deltog tre gange på Danmarks atletiklandshold: Han debuterede i 1925 i Oslo mod Norge og Sverige, hvor han deltog i længdespring. Året efter i 1926 var han med i både længdespring og kuglestød i Stockholm mod Sverige og Norge. Hans sidste landskamp var i København i 1927 og igen var modstanderne Norge og Sverige og disciplinen var længdespring. 

## Danske mesterskaber
- Sølv 1928 Længdespring 6,76
- Guld 1928 Femkamp
- Guld 1926 Længdespring 6,785 (mesterskabsrekord)
- Guld 1925 Længdespring 6,69
- Guld 1924 Femkamp
- Guld 1923 Længdespring 6,59
- Guld 1923 Tikamp 5950,580 point
- Sølv 1923 Femkamp
- Sølv 1922 Længdespring 6,56
- Bronze 1922 Højdespring 1,70
- Guld 1922 Tikamp 5674,185 point
- Guld 1922 Femkamp
- Sølv 1922 Længdespring 6,25
- Guld 1921 Tikamp 6148,450 point
- Guld 1921 Femkamp
- Sølv 1920 Højdespring 1,75
- Bronze 1920 Længdespring 6,41
- Sølv 1920 Tikamp 6187,08 point
- Bronze 1919 Tikamp 5731,59 point